# Hans van Duyn
Johannes "Hans" van Duyn (ur. 7 marca 1937, zm. 2 listopada 2018) – nowozelandzki judoka.
Uczestnik mistrzostw świata w 1975. Srebrny medalista mistrzostw Oceanii w 1975 i brązowy w 1973. Mistrz kraju w 1972, 1974, 1975 i 1976 roku.